# Yannick Barthe
Pour les articles homonymes, voir Barthe.
Yannick Barthe est un sociologue français. Il est directeur de recherche au Centre national de recherche scientifique (CNRS) et membre du Laboratoire interdisciplinaire d'études sur les réflexivités - Fonds Yan thomas (EHESS -CNRS).

## Carrière
Ses recherches portent principalement sur les controverses socio-techniques de même que sur les politiques publiques ayant trait aux « risques collectifs ». Également intéressé par le problème des déchets nucléaires et le traitement dont ceux-ci font l'objet par les autorités publiques, il a consacré à ce sujet une étude intitulé Le pouvoir d'indécision. La mise en politique des déchets nucléaires (2005) où il retrace l'histoire de ce problème et les modalités ayant servi à sa prise en charge en insistant sur les questions de l'« irréversibilité » et de la « réversibilisation » des choix techniques.
Il poursuit également des travaux sur le traitement politique des risques qu'il avait déjà amorcés en coécrivant Agir dans un monde incertain. Essai sur la démocratie technique, Paris, Le Seuil, 2001) avec Michel Callon et Pierre Lascoumes, un ouvrage portant notamment sur les procédures pouvant favoriser l'émergence d'une « démocratie technique » (ou « dialogique »), en s’intéressant notamment aux mobilisations autour des questions de santé environnementale (avec Madeleine Akrich et Catherine Rémy, Sur la piste environnementale. Menaces sanitaires et mobilisations profanes, Paris, Presses des mines, 2010). Ses recherches récentes ont porté sur les processus de victimisation, à partir du cas des « vétérans » des essais nucléaires français (Les retombées du passé. Le paradoxe de la victime, Paris, Le Seuil, 2017).
Yannick Barthe enseigne la sociologie à l’EHESS et préside par ailleurs la commission interdisciplinaire 53 du Comité national du CNRS (« Méthodes, pratiques et communications des sciences et des techniques »).

## Principales publications
Ouvrages
- Les retombées du passé. Le paradoxe de la victime, Paris, Le Seuil, 2017
- Avec Madeleine Akrich et Catherine Rémy  (eds), Sur la piste environnementale. Menaces sanitaires et mobilisations profanes, Paris, Presses des Mines, 2010.
- avec Michel Callon et Pierre Lascoumes: Acting in an Uncertain World. An Essay on Technical Democracy, Cambridge (Ma), The MIT Press, 2009.
- Le pouvoir d’indécision. La mise en politique des déchets nucléaires, Paris, Economica, coll. « Études Politiques », 2006.
- avec Michel Callon et Pierre Lascoumes : Agir dans un monde incertain. Essai sur la démocratie technique, Paris, Le Seuil, 2001.